# Evangelische Kirche (Hering)

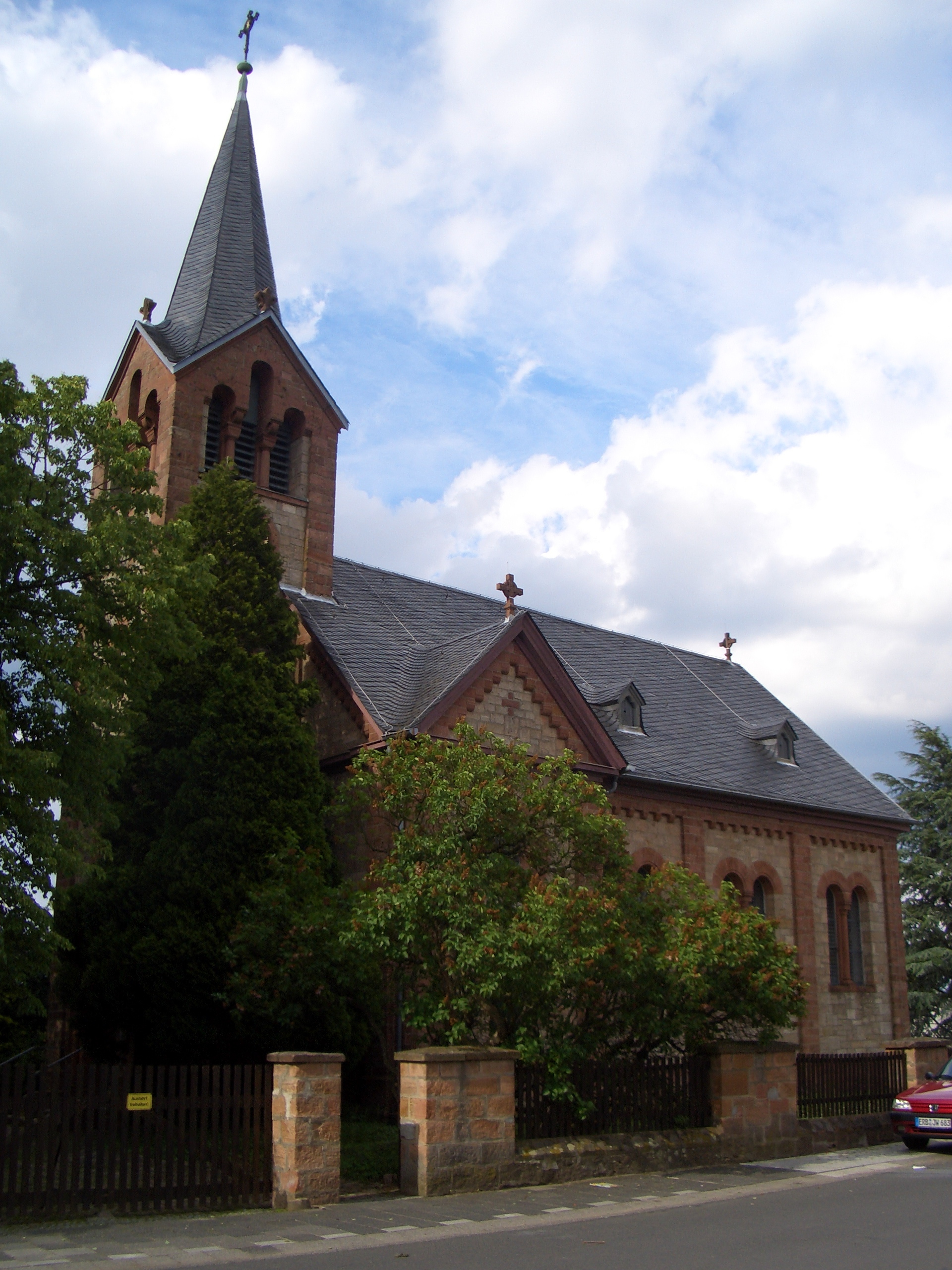
Hering, evangelische Kirche

Die Evangelische Kirche Hering ist ein denkmalgeschütztes Kirchengebäude in Hering, einem Ortsteil der Gemeinde Otzberg im Landkreis Darmstadt-Dieburg in Hessen. Die Kirche gehört zur Kirchengemeinde Hering-Hassenroth im Dekanat Vorderer Odenwald in der Propstei Starkenburg der Evangelischen Kirche in Hessen und Nassau. 

## Beschreibung
Die neuromanische Saalkirche wurde 1899 gebaut. Der eingezogene Chor im Osten hat einen dreiseitigen Schluss. Der Fassadenturm steht im Westen. Sein mit Giebeln bekröntes oberstes Geschoss, aus dem sich ein achtseitiger, schiefergedeckter, spitzer Helm erhebt, beherbergt hinter den als Triforien ausgebildeten Klangarkaden den Glockenstuhl. Von den drei Kirchenglocken mussten im Ersten Weltkrieg zwei abgeliefert werden, die erst 1925 von der Glocken- und Kunstgießerei Rincker ersetzt wurden. Im Zweiten Weltkrieg wurden erneut zwei Glocken eingeschmolzen, die 1955 ersetzt wurden. Das kurze Querschiff im Westen bildet Risalite an den Längsseiten des Kirchenschiffs. Auf der Empore im Querschiff steht die 1903 von den Gebrüdern Link gebaute Orgel. Die Kirchenausstattung stammt aus der Bauzeit.